# The Cravats
The Cravats war eine Punkrock-Band aus Redditch bei Birmingham, gegründet 1977 von Robin Dallaway (Gesang, Gitarre). Die weiteren Bandmitglieder waren Richard Yehundi (Saxophon), The Shend (Bass), Dave Bennett (Schlagzeug).
Am 31. Juli 1979 machte sie ihre ersten Studioaufnahmen für die John Peel Sessions. Kurz darauf erhielt sie einen Plattenvertrag. Es folgten drei weitere Peel Sessions am 6. Oktober 1980, 18. August 1981 und 15. November 1982. 

## Diskografie
- Gordon / Situations (CH 004)
- Burning Bridges // I Hate The Universe / The End (Single, 1979, Small Wonder 15)
- Precinct / Who's In Here With Me (Single, August 1980, Small Wonder SMALL 24)
- The Cravats In Toytown (Album, Oktober 1980, Small Wonder CRAVAT 1)
- You're Driving Me / I Am The Dreg (Single, März 1981, Small Wonder)
- Off The Beach / And The Sun Shone (Single, Nov. 1981, Small Wonder)
- Terminus / Little Yellow Froggy (Single, Feb. 1982, Glass Records)
- Rub Me Out / When Will We Fall (Single, Juli 1982, Crass Records 221984/4)
- The Colossal Tunes Out (Album, 1986, Corpus Christi CHRIST IT'S 8)
- In The Land Of The Giants (12"; 1986, Reflex 12RE 10)